# Michael Anti (Journalist)

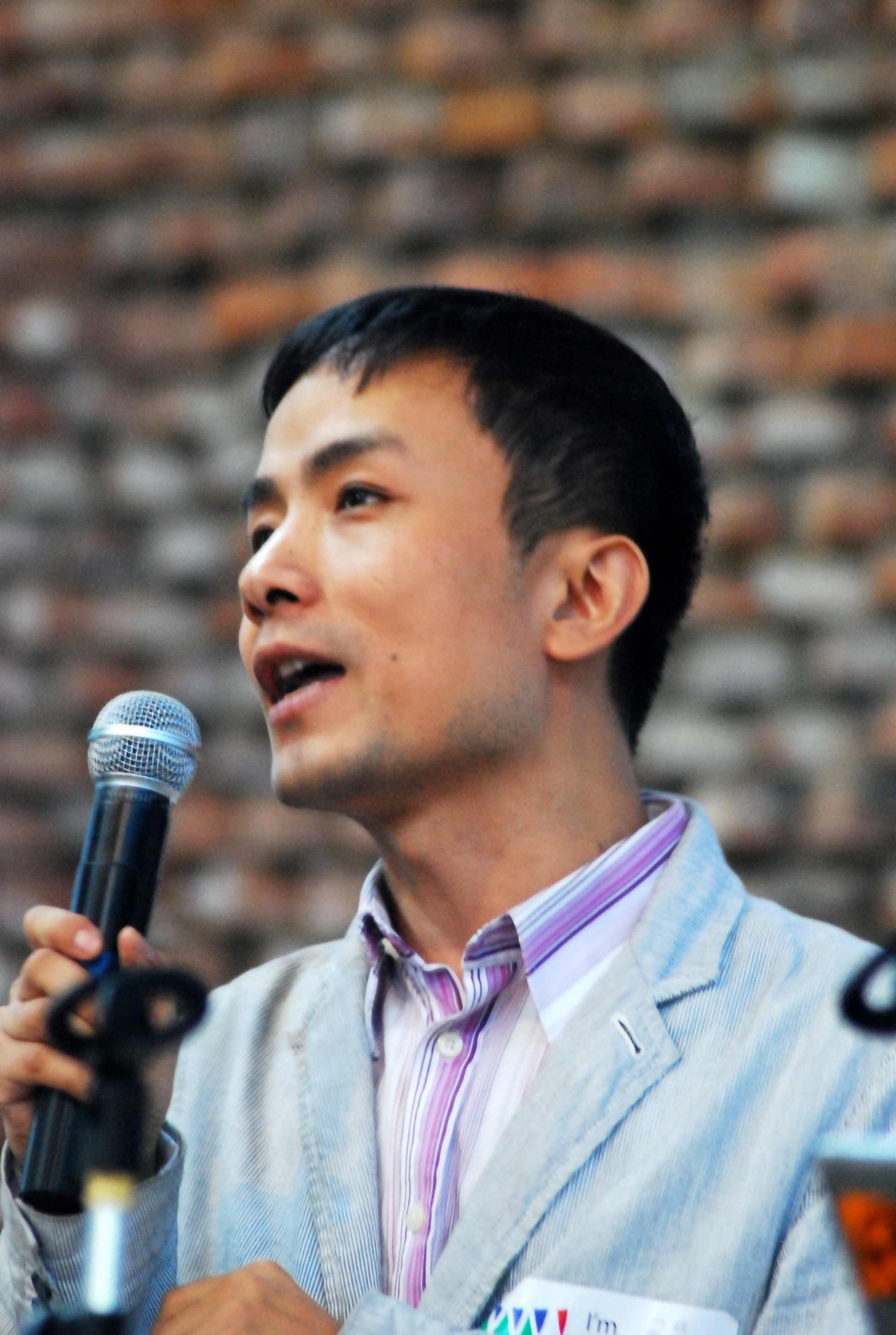
Michael Anti, 2008

Michael Anti, Pseudonym von Zhao Jing (chinesisch 趙靜, Pinyin Zhào Jìng; * 1975), ist ein chinesischer Journalist und politischer Blogger. Seine Themen sind Pressefreiheit und Meinungsfreiheit, insbesondere im Internet.
Zhao Jing wuchs in Nanjing auf. Er wählte das Pseudonym Anti für sich, weil er wütend war und dies zum Ausdruck bringen wollte. Er war Berichterstatter und Kolumnist bei diversen Auslandskorrespondenzen US-amerikanischer Zeitungen. Sein Facebook-Konto wurde wegen der Klarnamenpolitik des Netzwerkes 2011 gesperrt.

## Auszeichnungen
- 2011 M100 Media Award